# Tomás Luis de Victoria
Tomás Luis de Victoria, noto anche con il nome italiano Tommaso Ludovico da Vittoria (Avila?, 1548 – Madrid, 27 agosto 1611), è stato un presbitero, compositore e organista spagnolo del tardo Rinascimento (XVI secolo). Attivo principalmente in Italia, fu il più famoso musicista spagnolo dell'epoca e tra i più importanti compositori di musica sacra in Europa.

## Biografia
Tomás Luis de Victoria nacque in Castiglia, settimo di undici figli nati da Francisco Luis de Victoria e Francisca Suárez de la Concha, e iniziò il suo apprendistato come bambino cantore nella cattedrale di Avila con i maestri Gerónimo de Espinar e Bernardino de Ribera.
In seguito alla muta della voce, Victoria fu mandato a studiare presso il Collegio Germanico di Roma, fondato nel 1552. Il Germanico formò molti musicisti di fama internazionale, poiché le istituzioni gesuite erano attivamente presenti nelle Provinciae ecclesiastiche sparse in Europa. De Victoria conobbe sicuramente Giovanni Pierluigi da Palestrina, all'epoca maestro di cappella nel vicino Seminario Romano, e potrebbe aver ricevuto insegnamenti musicali da lui; l'influenza dello stile palestriniano è infatti notevole nel compositore sin dalle sue prime pubblicazioni.
A partire dal 1569, per almeno cinque anni, fu cantore e organista a S. Maria in Monserrato, la chiesa aragonese di Roma in cui sono sepolti i due papi spagnoli. È probabile che dal 1568 al 1571 sia stato maestro della cappella privata del cardinale Ottone di Waldburg, "mecenate de' bei talenti".
Nel settembre od ottobre 1571, il rettore del Collegio Germanico lo assunse come insegnante di musica. Quando nel 1573 fu deciso di dividere i convittori italiani dai tedeschi, per celebrare solennemente l'evento e stemperare la tristezza del distacco, il 17 ottobre si tenne una vera e propria cerimonia di separazione, nel corso della quale gli allievi di De Victoria cantarono insieme ai loro compagni un salmo a otto voci, Super flumina Babylonis, appositamente composto dal musicista spagnolo. De Victoria continuò il suo incarico al Collegio Germanico come maestro di cappella, dove rimase almeno sino al 26 dicembre 1576 o forse alcuni mesi in più, dal momento che il suo successore entrò in servizio il 20 settembre 1577.
Nell'agosto 1575 prese gli ordini minori dal vescovo Thomas Goldwell, ultimo esponente della gerarchia ecclesiastica preriformista, con una cerimonia che si tenne nella chiesa inglese di Via di Monserrato a Roma. Entrò poi nella Congregazione dell’Oratorio recentemente istituita da Filippo Neri e l'8 giugno 1578 ricevette una Cappellania a S. Girolamo della Carità, che tenne sino al 7 maggio 1585. Prestò numerosi servizi anche per la chiesa di S. Giacomo degli Spagnoli e fu in rapporti personali di amicizia con il compositore Francisco Guerrero.
Nella dedicatoria del Missarum libri duo  del 1583 a Filippo II, De Victoria espresse il desiderio di tornare in patria per condurre una tranquilla vita religiosa. In segno di riguardo, il re lo nominò cappellano della sorella, l'imperatrice Maria d'Asburgo, figlia di Carlo V e moglie di Massimiliano II, che dal 1581 si era ritirata con la figlia principessa Margarita nel Monasterio de las Descalzas de Santa Clara di Madrid.
La vita conventuale gli fu oltremodo gradita, tanto da indurlo a rifiutare gli inviti come maestro di cappella ricevuti dalle cattedrali di Siviglia e Saragozza. Peraltro, la sua fama non decrebbe con il ritiro a vita spirituale: la nobiltà spagnola si recò spesso presso il convento dove risiedeva Victoria per ascoltare la musica del maestro eseguita sul posto.
Tornò a Roma nel 1592 dove pubblicò il Missae quattuor, quinque, sex et octo vocibus concinendae… liber secundus. Il 2 febbraio 1594, si unì al corteo funebre per la morte di Palestrina e l'anno successivo, 1595, tornò definitivamente in Spagna. I legami con la famiglia d'origine furono particolarmente evidenti nel corso dell'ultimo anno di vita del compositore, quando due fratelli e due sorelle vivevano a Madrid; uno dei fratelli, Agustín, fu anche cappellano del convento de las Descalzas Reales. Victoria morì nella residenza dei cappellani; fu sepolto presso il convento, ma la sua tomba non è stata sinora identificata.
I ricchi proventi che gli derivarono dai servigi musicali prestati e dai benefici ecclesiastici, ma anche dalla vendita delle sue opere (nelle Fiandre, a Monaco e in Perù), furono superiori a quelli di qualunque altro musicista spagnolo dell'epoca. Ciò gli consentì di stampare numerose copie della propria musica, in edizioni accurate e lussuose.

## Brevi considerazioni sull'opera di Victoria
Tomás Luis de Victoria ebbe in Spagna una funzione simile a quella di Giovanni Pierluigi da Palestrina in Italia e a Orlando di Lasso in Germania; tuttavia, diversamente da questi, che composero sia musica sacra che musica profana, De Victoria si dedicò esclusivamente alla musica sacra.
L'influenza di De Victoria sulla cultura musicale spagnola fu notevole e persistente. Molti compositori contemporanei e posteriori, anche fuori dell'area iberica, furono suoi sinceri ed entusiasti estimatori, come Vincent d'Indy, Manuel de Falla e Igor Stravinskij.

## Composizioni
- 20 messe a 4-5-6-8-9-12 voci
- 28 mottetti a 4 voci
- 8 mottetti a 5 voci
- 12 mottetti a 6 voci
- 2 mottetti a 8 voci
- 34 inni a 4 voci
- Officium Hebdomadae Sanctae
- Magnificat
- Passione secondo Matteo
- Passione secondo Giovanni
- Ave Maria
- Requiem

## Discografia
Le seguenti sono registrazioni di musica di Tomás Luis de Victoria. Come in tutta la sua musica, i testi sono in latino e sono tratti dalla liturgia cattolica romana.
- Victoria, Tenebrae Responsories. Pro Cantione Antiqua: Deutsche Harmonia Mundi CD GD77056
- Victoria, Et Jesum. Motets, antífonas y partes de miss. Carlos Mena, Juan Carlos Rivera: CD Harmonia Mundi Iberica 987042
- Victoria, Officium Defunctorum. Musica Ficta, Raúl Mallavibarrena: Enchiriadis CD EN 2006
- Victoria, Sacred Works. Ensemble Plus Ultra: DGG Archiv CD DDD 0289 477 9747 0 AM 10
- Victoria, Tenebrae Responsories . The Tallis Scholars: GIMELL. CDGIM 022
- Victoria, Lamentations of Jeremiah. The Tallis Scholars: GIMELL. CDGIM 043
- Victoria, Gesualdo, Palestrina, White, Lamentations. Nordic Voices: CHANDOS CHACONNE. CHAN 0763
- Victoria, Misas y Motetes. Ars Combinatoria, Canco López: Musaris. Mars 03-21161/16.

Alcune registrazioni di musica di Victoria sono discusse in un articolo pubblicato nel marzo 2011 da Gramophone